# Степан Навроцький (політик)
Степан Навроцький (пол. Stepan Nawrocki; 8 вересня 1893 або 1895, Львів — 1960, Торонто) — український політичний діяч, юрист, депутат Сейму РП V каденції у Польській Республіці (1918—1939).

## Життєпис
Закінчив юридичний факультет Львівського університету. Під час Першої світової війни старшина Українських Січових Стрільців. Під час польсько-української війни офіцер Української Галицької Армії.
З листопада 1930 року керував адвокатською конторою в Перемишлі. Член Українського національно-демократичного об'єднання (УНДО) та Товариства «Молода Громада», що об'єднує старшин колишньої Української Галицької Армії. Член керівництва багатьох українських культурно-освітніх організацій у Перемишлі.
На 5-му з'їзді УНДО в січні 1938 обраний альтернативним членом ЦК партії. На виборах до Сейму та Сенату в 1938 р. був обраний членом Сейму 5-го терміну від округу № 74 (Перемишль). Був членом Української парламентської репрезентації та працював у комунікаційній комісії сейму.
Після Другої світової війни емігрував до Канади.